# Peul de Borgou
Le peul de Borgou ou Benin-Togo fulfulde, fulbe-borgu (autonyme : fulfulde) est une variété du peul, parlée par les Peuls, principalement au Bénin, mais aussi dans une moindre mesure au Togo et au Nigéria.

## Utilisation
Le peul de Borgu est parlé par des personnes de tous âges, surtout à la maison et dans les villages. Il est enseigné à l'école primaire dans le cadre d'un projet d'éducation multilingue à petite échelle depuis 2014, et il existe une littérature ainsi que des émissions de radio.
Une partie de ses locuteurs parlent également français, dépendant de leur niveau d'éducation, et il est utilisé comme langue seconde par les locuteurs du mokole. La plupart des monolingues sont dans la commune de Nikki.
Le taux d'alphabétisation des personnes qui ont le peul de Borgu comme langue maternelle est de seulement 1 %. Dans l'ethnie gando, il y a plus de 2 000 alphabétisés.

### Localisation
Le peul de Borgou est parlé principalement au Bénin dans les communes de Segbana (département d'Alibori) et de Nikki (département de Borgou), ainsi que dans des communautés éparses des départements d'Atacora, des Collines, de Donga et de Zou.

## Dialectes
Il existe quatre ou cinq dialectes du peul de Borgou :
- Atakora
- Bakuure (nord de N'Dali, département de Borgou)
- Djougoure (départements de Donga et de l'Atacora, de Djougou jusqu'à la frontière burkinabée)
- Korakuure (alentours de Parakou, centre et sud du département de Borgou,
- Tchabankeere (département de Zou).

## Écriture
Le peul de Borgou s'écrit grâce à l'alphabet latin.